# Nemophas zonatoides
Nemophas zonatoides är en skalbaggsart som beskrevs av Stefan von Breuning 1980. Nemophas zonatoides ingår i släktet Nemophas och familjen långhorningar.
Artens utbredningsområde är Filippinerna. Inga underarter finns listade i Catalogue of Life.